# Monument de la République (Istanbul)
« Monument de la République » redirige ici. Pour le monument sur la place de la République à Paris, voir Monument à la République.
Le monument de la République (en turc : Cumhuriyet Anıtı) est un monument commémoratif situé sur la place Taksim, à Istanbul en Turquie. Inauguré en 1928, il célèbre la création de la République turque en 1923. 

## Description
Le monument s'élève sur la partie sud-ouest de la place Taksim, au centre d'une zone circulaire limitée par des parterres de pelouse. Baigné par deux bassins au nord et au sud, il comprend un soubassement et présente une forme d'arc de triomphe à une seule arche sous laquelle s'inscrivent les deux groupes sculptés de part et d'autre. Le monument de 11 m de haut représente les fondateurs de la République turque, Mustafa Kemal Atatürk, qui a commandé les travaux, son assistant İsmet İnönü et Fevzi Çakmak.
Le monument a deux côtés, le côté nord représente Kemal Atatürk en tenue militaire et l'autre face à l'avenue İstiklal le représente, lui et ses camarades, portant des vêtements civils. L'ensemble symbolise à lui ses deux rôles, en tant que commandant militaire et en tant que chef d'État. 
Mikhaïl Frounze, un important leader de la révolution d'Octobre, et Kliment Vorochilov, un maréchal de l'Union soviétique, sont représentés dans le groupe derrière Atatürk. Leur présence dans le monument est une reconnaissance pour l'aide militaire accordée par Vladimir Lénine pendant la guerre d'indépendance turque en 1920.

## Histoire
Construit en deux ans et demi avec le soutien financier de la population et dévoilé par le Dr Hakkı Şinasi Paşa le 8 août 1928, il a été conçu par le sculpteur italien Pietro Canonica et l'architecte Giulio Mongeri en pierre et en bronze 84 tonnes ramenées de Rome.
Il constitue un site important, où les cérémonies officielles des jours fériés nationaux sont organisées. 